# Shadow of the Beast
Shadow of the Beast to platformowa gra komputerowa wyprodukowana przez firmę Reflections Interactive, a wydana przez Psygnosis w 1989 roku. Jej pierwotna wersja była przeznaczona na komputery Amiga, później powstało wiele konwersji na inne platformy. Gra doczekała się również dwóch sequeli.
Produkt firmy Psygnosis wyróżniał się, jak na tamte czasy, wysokiej jakości grafiką i dźwiękiem. Główną wadą gry był zbyt wygórowany poziom trudności, który sprawiał, że przejście całej gry graniczyło z cudem.

## Fabuła
Bohaterem gry jest Aarbron. Jako młody chłopiec został porwany przez sługi władcy ciemności, Maletotha, i przy pomocy magii został zamieniony w tytułową bestię. Aby był posłusznym sługą, odebrano mu jego wolną wolę. Po wielu latach, gdy składano w ofierze nieznajomego człowieka, uczestniczący w obrzędzie Aarbron uświadomił sobie, że zabity właśnie mężczyzna był jego ojcem. Dzięki temu wyzwolił się spod władzy Malethotha i poprzysiągł mu zemstę.